# Anna Brigadere
Anna Brigadere (1 de octubre de 1861, Tervete, Letonia – 25 de junio de 1933) fue una escritora, dramaturga y poeta letona.

## Biografía
Su primer cuento Slimnīcā / At the Hospital fue escrito alrededor de 1893 y publicado en 1896. En 1897, Brigadere se centró exclusivamente en el trabajo literario, y se publicó su primer libro Vecā Karlīne / Old Karlina. Seis años después, su primera y más popular obra Sprīdītis / The Tale of Sprīdītis fue escrita para el director del Teatro Letón de Riga, Jēkabs Duburs, que presentó la obra en 1903. En 1985, la historia fue adaptada para el cine, traducida a varios idiomas. De 1906 - 1907, Brigadere fue profesora de idiomas para niñas y posteriormente trabajó para el suplemento literario y satírico Skaidiena en el periódico Latvija. En 1915, debido a la Primera Guerra Mundial, huyó a Moscú, donde escribió su poema Spēka dēls / The Son of Might.
En 1917, regresó a Letonia y pasó la mayor parte de sus veranos en la propiedad Sprīdīši, convertida póstumamente en un museo en su honor. Las historias que escribió más adelante en su vida, junto con algunas traducciones, fueron publicadas en una colección Klusie varoņi / The Silent Heroes (1933).
Entre 1926 y 1933, escribió su trilogía autobiográfica: Dievs, daba, darbs / God, Nature, Work (1926), Skarbos Vējos / During Wild Winds (1930) y Akmeņu sprostā / In a Stone Trap (1933). Los críticos consideran que esta trilogía es la mayor contribución literaria de la escritora, sin embargo, muchas de sus obras y traducciones ahora son parte de los clásicos letones literarios y narrativos, y han moldeado significativamente la tradición contemporánea de los cuentos de hadas. En 1926, Brigadere recibió la Orden de las Tres Estrellas de tercera clase, y el Premio Anna Brigadere se restableció en 1986 para celebrar los logros en la literatura letona.

## Premios y reconocimientos
- 1913: Premio Riga Latvian Society Award.
- 1922: recibió una casa en su pueblo natal, Tervete, donde vivió hasta su muerte como premio a la mejor representante del espíritu nacional.
- "Sprīdīši" casa del siglo XIX convertida póstumamente en el museo Anna Brigadere Museum Sprīdīši en su honor.[4]

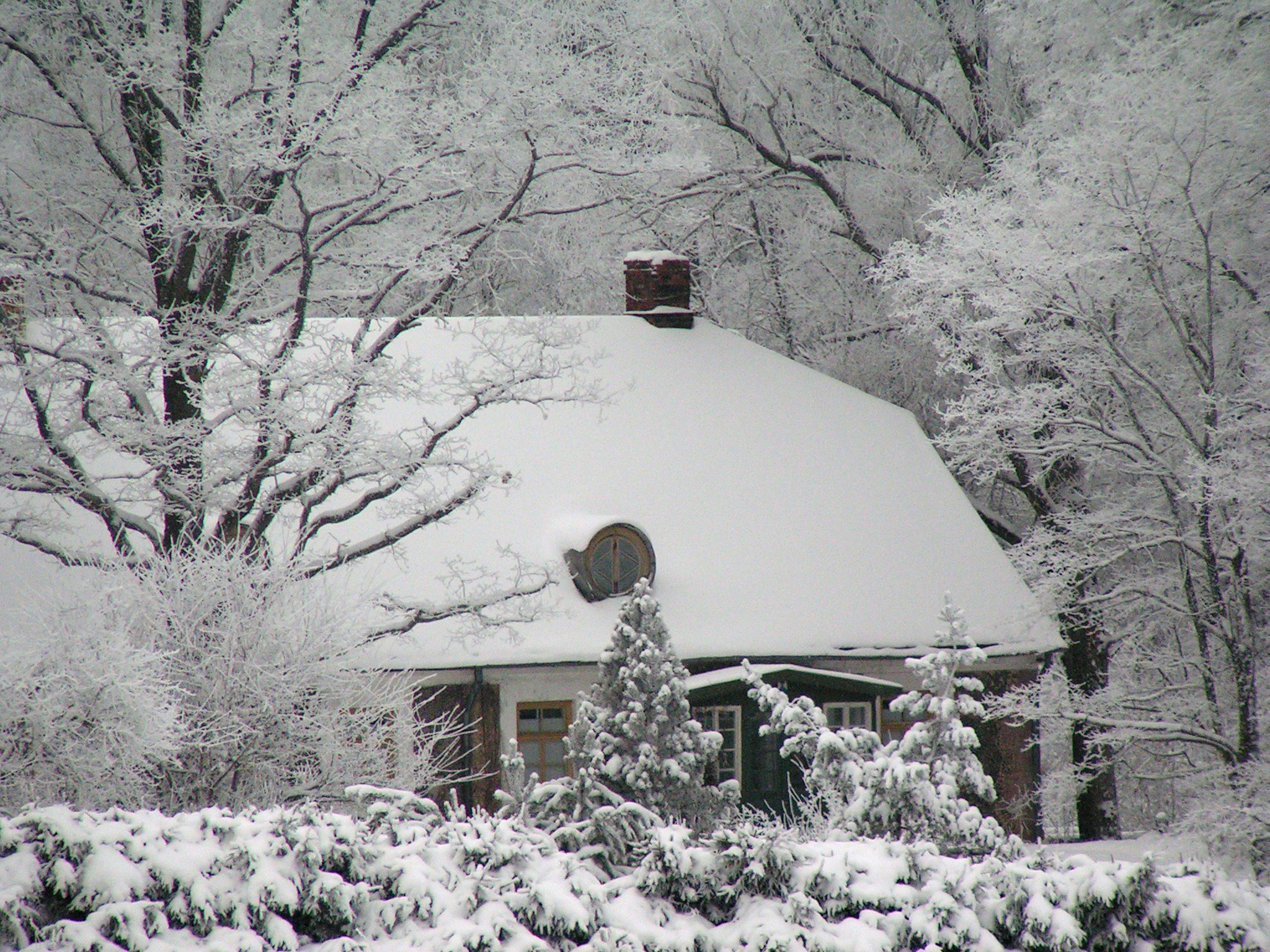
Museo Memorial Anna Brigadere Sprīdīšy a Tervete, Letonia

- 1926: recibió la Orden de las Tres Estrellas de tercera clase.[2]
- 1927: Premio The Culture Fund Prize por Lolita's Magic Bird
- 1932: Premio The Culture Fund Prize por In the Harsh Winds
- El Premio Anna Brigadere se estableció en 1986 para reconocer los trabajos de la literatura letona.